# Pariser Tageblatt
Das Pariser Tageblatt war die wichtigste deutschsprachige Tageszeitung in Frankreich in ihrer Zeit. Sie erschien von 1933 bis 1936. Nachfolgerin war die Pariser Tageszeitung.

## Gründung
Am 12. Dezember 1933 erschien die erste Ausgabe des Pariser Tageblatts.
Sie wurde von Journalisten herausgegeben, die vorher für liberale und linksgerichtete Zeitungen in Deutschland geschrieben hatten und nach der nationalsozialistischen Machtergreifung Anfang 1933 nach Paris emigriert waren.
Der Herausgeber Vladimir Poliakoff (Wladimir Poljakow) war ein jüdischer Geschäftsmann, der aus Russland nach Paris gekommen war und vor allem Anzeigenabteilungen von verschiedenen Zeitungen vermarktete. Er hatte das finanzielle Vermögen und die Bereitschaft, dieses Exilorgan zu unterhalten.
Ziel war es, ein Organ der deutschsprachigen Exilanten in Frankreich zu schaffen, das deutlich seine kritische Haltung zum nationalsozialistischen Regime in Deutschland formulierte. Es wollte „eine Tribüne für freiheitliche Ideale  (...) schaffen“.
Sie war aber eine liberale Zeitung, die ihren Lesern auch die Besonderheiten des neuen Heimatlandes Frankreich und alltägliche Nachrichten vermitteln wollte.
Das Pariser Tageblatt wurde schnell zur wichtigsten deutschsprachigen Tageszeitung in Frankreich, die andere bestehende Blätter wie die Neue Pariser Zeitung verdrängte. Sie wurde auch in anderen Ländern gelesen und entwickelte sich bald zum wichtigsten Sprachrohr kritischer deutschsprachiger Autoren im Ausland.
Die deutsche Botschaft in Budapest konnte Ende 1935 ein Verbot der Zeitung in Ungarn erwirken.

## Gestaltung
Das Pariser Tageblatt Zeitung erschien (fast) täglich im Umfang von vier Seiten, ab Januar 1934 sonntags mit einer zweiseitigen Beilage.
Sie hatte einen festen Aufbau. Die erste Seite enthielt politische Kommentare, Leitartikel, Berichte aus Deutschland. Auf der zweiten Seite gab es eine Rubrik mit Pressestimmen des Auslands, die dritte Seite hatte Aktuelles aus Paris. Auf der vierten Seite war u. a. der Fortsetzungsroman und der Veranstaltungskalender „Heute in Paris“. Extra-Rubriken wechselten an den Wochentagen wie der freitägliche Filmüberblick, samstags die Sportvorschau, montags Musikkritiken und der „Blick ins Reich“. Die Sonntagsbeilage enthielt die Kolumnen „Theater und Film“ von Alfred Kerr, Kunst, Reise und literarische Beiträge.
Fortsetzungsromane waren w u. a.
- Klaus Mann Flucht in den Norden und Mephisto,
- Balder Olden Roman eines Nazi,
- Joseph Roth Tarabas. Ein Gast auf dieser Erde
- Georges Simenon Der Mann aus London
- Paul Westheim: Heil Kadlatz

Ein besonderes Ereignis war 1935 die Entführung des kritischen Journalisten Berthold Jacob durch Nazi-Agenten nach Deutschland, der auch für das Pariser Tageblatt geschrieben hatte.
Berichtet wurde auch über die Saarabstimmung, deren Ergebnis von den Emigranten mit Sorge gesehen wurde.
Über den Beginn der Volksfrontverhandlungen in Frankreich wurde dagegen nur spärlich berichtet.

## Finanzierung
Die Zeitung finanzierte sich über den Anzeigenteil, der bis zu eineinhalb Druckseiten beanspruchte, und wurde per Post in verschiedene europäische Länder vertrieben. Die Zeitung warb um Abonnements, sie kostete am Kiosk 50 Centimes und hatte eine Auflage von 14.000 Exemplaren. Davon waren ca. 1100 Abonnements und Freiexemplare für Werbezwecke.
Der einzige gut bezahlte Journalist war der Chefredakteur Georg Bernhard. Die anderen Mitarbeiter waren schlecht- oder unterbezahlt. Trotzdem arbeiteten sie mit, da sie sonst arbeitslos und ohne jedes Einkommen gewesen wären.

## Mitarbeiter
Chefredakteur war Georg Bernhard, der bis 1930 die Vossische Zeitung geleitet hatte. Stellvertreter war Kurt Caro, ehemaliger Chefredakteur der Berliner Volks-Zeitung.
Auch die anderen Mitarbeiter waren größtenteils prominente Berliner Journalisten.
Zu den festen Mitarbeitern gehörten Salomon Grumbach, der seinen Leser Informationen über die politischen Verhältnisse in Frankreich lieferte. Weiter feste Mitarbeiter waren u. a. Paul Westheim, und der Korrespondent in Prag Kurt Grossmann. Zu den ausländischen Mitarbeitern zählten Upton Sinclair und Wickham Steed (?).
Zu den Autoren gehörten unter anderem Hellmut von Gerlach, Oskar Maria Graf, Heinrich Mann, Alfred Kerr und der ehemalige Nationalsozialist Otto Strasser, sowie Henri Barbusse und der tschechoslowakische Außenminister Edvard Beneš.
Weitere Autoren waren Paul Bekker, Robert Breuer, Richard Dyck, Manfred George, Anna Geyer, Erich Gottgetreu, Ferdinand Hardekopf, Gertrud Isolani, Berthold Jacob, Harry Kahn, Lili Körber, Rudolf Leonhard, Heinrich Mann, Paul Marcus, Carl Misch, Rudolf Olden, Alexander Roda Roda, Joseph Roth, Joseph Wechsberg, Alfred Wolfenstein und Georg Wronkow.
Der Herausgeber war Vladimir Poliakoff. Sein Teilhaber und Mitfinanzier war zunächst Isaak Grodzenski, der polnische Herausgeber der Pariser jiddischen Zeitung Pariser Haynt, mit dem er sich aber später wegen dessen finanziellen unsauberen Praktiken trennte.

## Die „Affäre Poliakoff“

### Zerwürfnis
Es gab von Anfang an Reibungen zwischen dem Herausgeber Vladimir Poliakoff und der Redaktion. Die Redaktion wollte beispielsweise die Zeitung stärker an das Projekt der von den Kommunisten initiierten Volksfront der deutschen Hitlergegner anbinden.  Poliakoff, der seit seinem Exil aus Sowjetrussland Gegner kommunistischer Bestrebungen war, wollte eher den Antisemitismus der Nazis in den Vordergrund stellen.
Es gab auch finanzielle Probleme durch die Veruntreuung von Geldern durch den ehemaligen Mitteilhaber Grodzinski.
Vladimir Poliakoff konnte zeitweise seine Mitarbeiter nicht pünktlich ausbezahlen, was für diese als prekäre Exilanten eine existenzielle Bedrohung darstellte.
Im Juni 1936 teilte er dem Chefredakteur Georg Bernhard per Telegramm dessen Entlassung mit.  Dieser war gerade zu einer Schiffsreise in die USA aufgebrochen und hatte zuvor darüber keine Kenntnis erhalten.
Daraufhin kam es zur Rebellion des größten Teils der Redaktion und der Verlagsmitarbeiter.
In der Ausgabe vom 11. Juni 1936 beschuldigten sie Poliakoff, er habe Gespräche im deutschen Außenministerium über eine Zusammenarbeit mit der Zeitung geführt (er habe die „Zeitung an die Nazis verkaufen wollen“).
Vladimir Poljakoff versuchte, in der nächsten Ausgabe seine Sichtweise darzustellen. Aber die Redakteure verhinderten die Verbreitung dieser Nummer.
Der neu ernannte Chefredakteur Richard Lewinsohn wurde überfallen und krankenhausreif geschlagen. Die Redaktionsräume wurden zerstört, die neue Ausgabe größtenteils in die Seine gekippt und die Abonnentenkartei gestohlen.

### Gründung derPariser Tageszeitung
Der Chefredakteur Georg Bernhard gründete mit den meisten weiteren Mitarbeitern die neue „Pariser Tageszeitung“. Die erste Ausgabe erschien am 12. Juni 1936.
Vladimir Poliakoff gab mit seinem neuen Chefredakteur Richard Lewinsohn und mit Heinz Pol noch zwei Ausgaben des Pariser Tageblatts vom 13. und 14. Juni heraus und musste danach das Erscheinen wegen mangelnder Nachfrage einstellen.

Viele Emigranten und Intellektuelle glaubten den Beschuldigungen gegen Vladimir Poliakoff. 
In den darauffolgenden Gerichtsverfahren, die dieser zu seiner Ehrenrettung eingeleitet hatte, konnte ihm keine Kollaboration mit den deutschen nationalsozialistischen Vertretern nachgewiesen werden. Iwan Heilbut konnte sogar verschwörerische Telegramme der rebellierenden Redakteure vorzeigen, die er durch Mittelsmänner erhalten hatte. Ein zionistisches Ehrengericht unter der Leitung von Wladimir Jabotinsky, ein von Emigranten eingesetzter Untersuchungsausschuss und ein französisches Gericht kamen in der Folgezeit zu dem Ergebnis, dass die Beschuldigungen haltlos seien. Die Zweifel blieben aber. Vladimir Poliakoff starb zwei Jahre später, auch an den psychischen Belastungen dieser Affäre.

### Folgen
Die Affäre riss Gräben des Misstrauens unter den Emigranten auf. Lion Feuchtwanger verarbeitete sie 1939 in seinem Roman Exil von 1939, betonte aber in dessen Vorwort, „dass der Verleger meiner ‚Pariser Nachrichten‘ nicht das leiseste zu tun hat mit dem verstorbenen russischen Emigranten Poliakov, dem Inhaber des ‚Pariser Tageblatts‘, der verdächtigt wurde, mit den Nationalsozialisten paktiert zu haben; wie sich später durch gerichtliche Verfahren herausstellt hat, zu Unrecht“, um die verhängnisvollen Streitereien unter den Emigranten nicht zu schüren.
Victor Basch war einer der wenigen, die ihre vorschnelle Parteinahme gegen Vladimir Poliakoff öffentlich eingestanden und zurückzogen. Die Verurteilung des Chefredakteurs Georg Bernhard  im Juni 1937 durch ein französisches Strafgericht führte dazu, dass dieser sich daraufhin von der Pariser Tageszeitung zurückziehen musste.
Die Tageblatt-Affäre bewirkte Spaltungen in kulturellen Organisationen des Exils. Eine Gruppe einflussreicher Publizisten um Leopold Schwarzschild mit seiner Exilzeitschrift „Das Neue Tage-Buch“ und u. a. Konrad Heiden zogen sich aus dem gemeinsamen Volksfrontprojekt zurück. Einflussreiche Autoren wie Alfred Döblin, Konrad Heiden und andere verließen den kommunistisch dominierten Schutzverband deutscher Schriftsteller. Sie traten stattdessen  1937 dem neuen  von Schwarzschild und Hans Sahl gegründeten Bund Freie Presse und Literatur bei.
Die Pariser Tageszeitung bestand als Organ der kritischen Exildeutschen weiter und stellte ihr Erscheinen nach der deutschen Besetzung Frankreichs 1940 ein.